# Estação militar de rádio em Pierre-sur-Haute

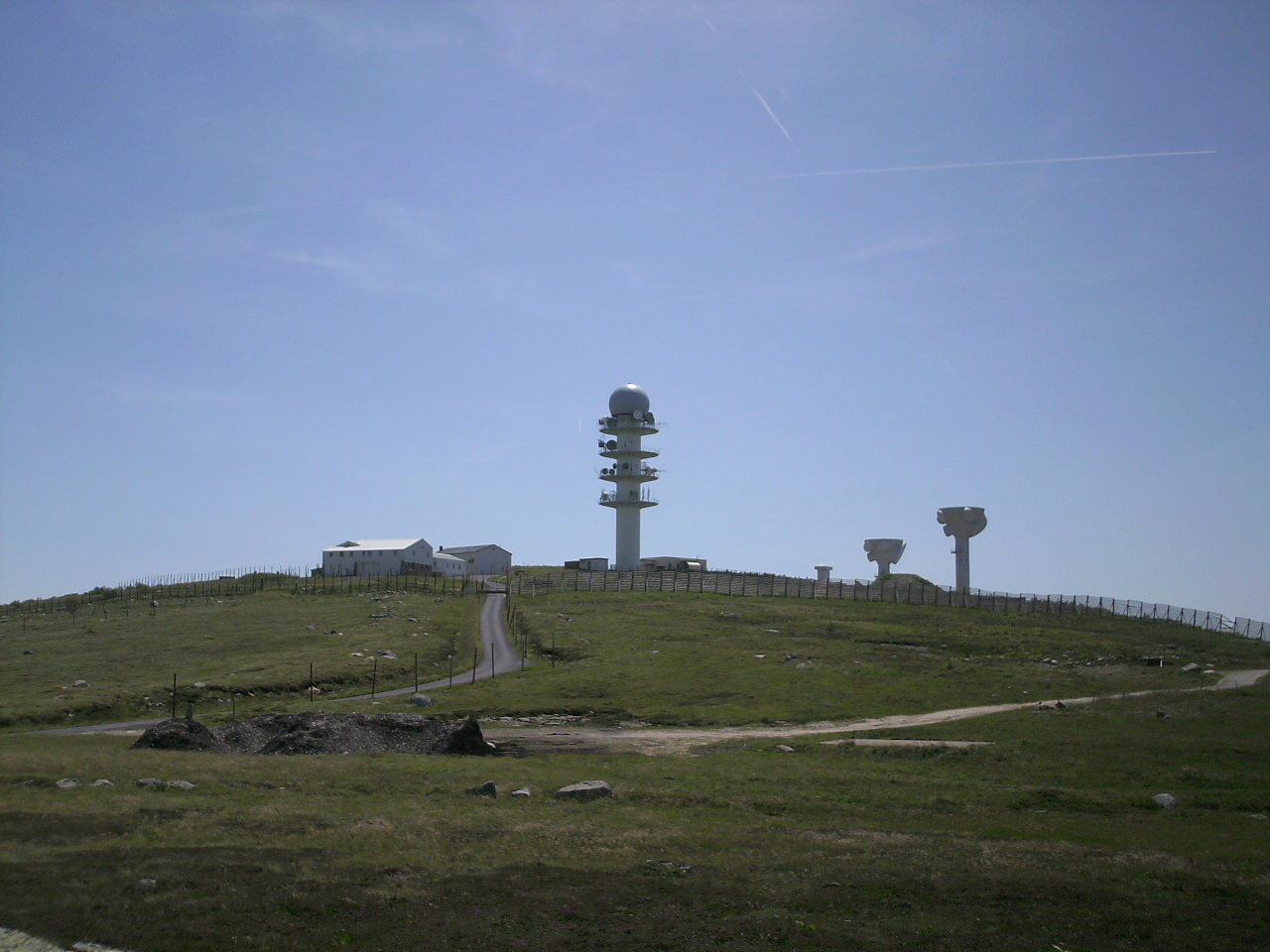
A estação militar de rádio em Pierre-sur-Haute. Na fotografia, duas torres militares, a torre de retransmissão da Télédiffusion de France ao centro, os quartéis de estadia e um heliporto.

A estação militar de rádio em Pierre-sur-Haute é um local com área de 30 hectares (0,3 km2) usado para as comunicações militares da França. Encontra-se localizada nas comunas de Sauvain e Job, na área limítrofe entre as regiões de Rhône-Alpes a Auvergne. Uma torre de retransmissão civil também foi instalada no local pela Télédiffusion de France.

## História
Em 1913, uma linha de sinalização - chamado "Telégrafo de Chappe" na França - foi ali construída. Naquele tempo, era apenas uma pequena construção de pedra com uma sinalização no topo.
Em 1961, durante a Guerra Fria, a OTAN pediu para que o Exército francês construísse uma das 82 estações de suas redes de transmissão na Europa, o sistema ACE High. Nesta rede, a estação de Pierre-sur-Haute, ou FLYZ, retransmitia as estações de Lachens (FNIZ) para o sul e Mont-Août (FADZ) para o norte. Ela usava quatro transmissores e dezesseis receptores. Em 1974, a Força Aérea Francesa tomou controle da estação. Em 1988, a OTAN começou a retirar de serviço o sistema ACE High.

## Papel
A estação de Pierre-sur-Haute é controlada pela Força Aérea Francesa e é subsidiária da Base aérea Mont Verdun em Lyon, a 80 km da estação. É uma das quatro estações de rádio sobre o eixo norte e sul e está em constante comunicação com as três outras: Lacaune, Henrichemont e a base aéreas Rochefort. A estação é principalmente usada para as transmissões relacionadas às unidades de comando operacional. Se as armas nucleares francesas forem utilizadas, a ordem poderá passar por essa retransmissora.
A estação é comandada por um major e cerca de vinte pessoas trabalham no local, entre os quais mecânicos elétricos, mecânicos e cozinheiros.

## Artigo na Wikipédia francesa
Os serviços secretos militares franceses pediram à Wikimedia Foundation a remoção do artigo por se tratar de "um segredo de segurança nacional", recusando-se a dar qualquer explicação. O pedido foi negado pela Wikimedia Foundation. A agência de segurança DCRI então convocou um administrador francês para obrigá-lo a eliminar o artigo sob ameaça mandá-lo para a cadeia caso ele se recusasse. O artigo francês mais tarde foi recriado e artigos em Wikipédias em outras línguas foram criados, à semelhança do efeito Streisand.